# Велики Толони
Велики Толони или Велики Талони (рус. Большое Толони, Большое Талони) ледничко је језеро на северозападу европског дела Руске Федерације. Налази се у јужном делу Лушког рејона, на крајњем југозападу Лењинградске области. Језеро се налази у сливном подручју реке Луге, односно Финског залива Балтичког мора, са којом је повезан преко своје једине отоке, реке Вревка. Најважнија притока језера је река Ропотка.
Језеро Велики Толони налази се на око 4 километра јужно од града Луге и једно је од најважнијих излетишта становништва града.
Издуженог је облика у меридијанском правцу, максималне дужине до 3 километра, док му максимална ширина не прелази 322 метра. Укупна површина акваторије језера је 0,57 км², док је површина сливног подручја око 530 км². Обале су знатно више и стрмије у јужном делу језера, док је обала на северу, уз подручје на којем отиче реке Вревка, доста ниска и замочварена. Дно језера је благо валовито и у основи покривено знантним наслагама муља. Максимална дубина језера је до 12,5 метара.